# مهرجان الوجه وجهتنا
مهرجان الوجه وجهتنا، هو مهرجان سنوي، ويطلق عليه مهرجان الساحل للتراث والإبداع.

## نبذة عن المهرجان
أن المهرجان يهدف إلى التعريف بالموروث الشعبي والثقافي والحضاري لمحافظة الوجه، حيث أنه يقام بمحافظة الوجه في منطقة تبوك بالمملكة العربية السعودية، وتحت إشراف فرع الهيئة العامة للسياحة والآثار بمنطقة تبوك ولجنة التنمية السياحية بالمحافظة.
أن المهرجان يتضمن العديد من الفعاليات المتنوعة التي تناسب مختلف الأذواق من أفراد وعائلات من خلال المحاضرات التوعوية والثقافية والأمسيات الشعرية والبرامج الترفيهية والمسابقات للكبار والصغار, بالإضافة إلى مشاركة ركن للأسر المنتجة وعرض للحرف والصناعات اليدوية، وبيوت الشعر والخيام والمجالس العربية التي خصصت لاستقبال الزوار والضيوف القادمين من داخل وخارج المحافظة, كما يقدم المهرجان العديد من العروض المسرحية والفنون الشعبية التي تتميز بها المحافظة من ألون البحري و الرفيحي.

### فعاليات المهرجان
- السوق التراثي
- المعارض الفنية
- سباق القوارب الشراعية
- الطيران الشراعي
- الأمسيات الشعرية
- ألعاب ترفيهية
- الفنون الشعبية التي تتميز بها محافظة الوجه عن محافظات المنطقة
- النزهات البحرية
- خيمة السيرك وحديقة حيوان[4]
- عروض الهجن والصقور[5]

## أوقات المهرجان
فعاليات المهرجان تستمر لمدة 15 يوم، باستثناء السوق و الخيمة التسويقية فأنهم يستمرون لمدة شهر.